# Charles Antoine Gidel
Charles Antoine Gidel (* 5. März 1827 in Gannat, Département Allier; † 31. Oktober 1900 in Paris) war ein französischer Literaturhistoriker.

## Leben
Gidel wurde 1827 im zentralfranzösischen Gannat in der heutigen Region Auvergne-Rhône-Alpes geboren. Er besuchte das College seiner Heimatstadt. Er war an verschiedenen Gymnasien tätig, wurde 1872 Direktor des Lycée Henri IV in Paris und stand seit 1878 College Louis le Grand vor. Seine akademischen Erfolge und öffentlichen Vorlesungen über Literatur machten ihn auch in weiteren Kreisen bekannt und trugen ihm wiederholt Akademiepreise ein, so für die
- Étude sur Saint-Evremond (1866);
- Discours sur J. J. Rousseau (1868);
- Imitations faites en grec depuis le douzième siècle, de nos anciens poèmes de chevalerie. Paris, 1864;
- Études sur la littérature grecque moderne: Imitations en grec de nos romans de chevalerie depuis le XIIe siécle. Ouvrage couronne en 1864 par l'Acadaemie des Instructions et Belles-Lettres. Paris, 1866–1878, 2 Bände; sein Hauptwerk.

Außer diesen Preisschriften sind noch zu nennen:
- Les Français du XVII. siècle. 1873;
- Histoire de la littérature française depuis son origine jusqu'à la Renaissance. 1874–1883, 3 Teile.

Gidel verstarb 1900 in Paris im Alter von 73 Jahren.